# Alan Howard
Alan Mackenzie Howard CBE (* 5. August 1937 in London; † 14. Februar 2015 in London) war ein britischer Theater- und Filmschauspieler.

## Biografie
Alan Howard entstammt einer bekannten Schauspielerfamilie. Die Familie seiner Mutter Jean Compton Mackenzie hatte bereits seit dem frühen 19. Jahrhundert mehrere Generationen von Schauspielern hervorgebracht. Sein Vater Arthur John Howard war der jüngere Bruder des britischen Filmstars Leslie Howard, der unter anderem die Rolle des Ashley Wilkes im Film Vom Winde verweht spielte.
Howard, der niemals eine Schauspielschule besucht hatte, begann seine Karriere 1958 am Belgrade Theatre in Coventry. Von 1967 bis 1982 war er Mitglied der Royal Shakespeare Company und spielte dort in zahlreichen Shakespeare-Stücken eine der Hauptrollen. Er galt weithin als einer der führenden Darsteller von Heldenrollen aus seiner Schauspielergeneration, eines seiner Markenzeichen war die klare, laute Stimme. Für seine Theaterrollen erhielt er zahlreiche Auszeichnungen. 1998 ernannte ihn Königin Elisabeth II. zum Commander of the Order of the British Empire.
Obgleich das Theater der Schwerpunkt seiner Schauspielarbeit blieb, trat Howard seit 1961 auch in vielen Kinofilmen und Fernsehproduktionen auf. Eine seiner bekanntesten Kinorollen hatte er in Peter Greenaways Der Koch, der Dieb, seine Frau und ihr Liebhaber als intellektueller und höflicher, aber wehrloser Liebhaber von Helen Mirrens Figur. In Peter Jacksons dreiteiliger Verfilmung des Herrn der Ringe verlieh er dem dunklen Herrscher Sauron und dem titelgebenden Ring seine Stimme.
2004 heiratete Howard seine langjährige Partnerin, die Journalistin und Autorin Sally Beauman, mit der er einen gemeinsamen Sohn hatte. Er starb im Februar 2015 in seiner Heimatstadt London im Alter von 77 Jahren an den Folgen einer Lungenentzündung.

## Bühnenrollen (Auswahl)
- Half in Earnest, eine Bearbeitung von The Importance of Being Earnest von Oscar Wilde, The Belgrade Theatre, Coventry, 1958, als Footman
- Julius Caesar von William Shakespeare, The Belgrade Theatre, Coventry, 1959, als Marullus und Messala
- Pygmalion von G.B. Shaw, The Belgrade Theatre, Coventry, 1960, als Henry Higgins
- As You Like It von William Shakespeare, Royal Shakespeare Company, Stratford-upon-Avon, 1967, als Jacques
- Hamlet von William Shakespeare, Royal Shakespeare Company, Stratford-upon-Avon, 1970, als Hamlet
- A Midsummer Night’s Dream von William Shakespeare, Royal Shakespeare Company, Stratford-upon-Avon, 1970, als Oberon und Theseus
- A Ride Across Lake Constance von Peter Handke, Hampstead Theatre, London, 1973, als Eric von Stroheim
- Henry V von William Shakespeare, Royal Shakespeare Company, Stratford-upon-Avon, 1975, als Henry V
- Wild Oats von John O’Keeffe, Aldwych Theatre, London, 1976, als Jack Rover
- Henry VI von William Shakespeare, Royal Shakespeare Company, Stratford-upon-Avon, 1977, als Henry VI
- Richard II von William Shakespeare, Royal Shakespeare Company, Stratford-upon-Avon, 1980, als Richard II
- Richard III von William Shakespeare, Royal Shakespeare Company, Stratford-upon-Avon, 1980, als Richard III
- Scenes From A Marriage von Ingmar Bergman, Minerva Studio Theatre, Chichester, 1990, als Johann
- Macbeth von William Shakespeare, Royal National Theatre (Olivier Theatre) London, 1993, als Macbeth
- Waiting For Godot von Samuel Beckett, The Peter Hall Company at The Old Vic, 1997, als Vladimir
- The Hollow Crown von John Barton, Royal Shakespeare Company, Stratford-upon-Avon, 2005, als Reader

## Filmografie (Auswahl)
- 1961: Der Teufelskreis (Victim)
- 1965: Kennwort „Schweres Wasser“ (The Heroes of Telemark)
- 1968: Auch Arbeit kann von Übel sein (Work is a Four Letter Word)
- 1984: Oxford Blues – Hilfe, die Amis kommen (Oxford Blues; Fernsehfilm)
- 1988: Ein fast anonymes Verhältnis (Strapless; Fernsehfilm)
- 1990: Es führt kein Weg zurück (Pride and extreme prejudice; Fernsehfilm)
- 1989: Der Koch, der Dieb, seine Frau und ihr Liebhaber (The Cook, The Thief, His Wife And Her Lover)
- 1989: Die Rückkehr der Musketiere (The Return of the Musketeers)
- 1989: Schatten über Sunshine (Little Peace of Sunshine) (Fernsehfilm)
- 1989: Gefährliches Comeback (A Casualty of War) (Fernsehfilm)
- 1989: Agatha Christie’s Poirot (Fernsehserie, 1 Folge)
- 1990: Der Sommer des Schakals (Death has a bad Reputation, Fernsehfilm)
- 1993: Anna Lee (1): Daddys Liebling (Anna Lee (1): Headcase; Fernsehfilm)
- 1993: Geheime Verführung (The Secret Rapture)
- 2001: Der Herr der Ringe: Die Gefährten (The Lord of the Rings: The Fellowship of the Ring) (Stimme)
- 2001: Inspector Barnaby – Morden, wenn die Blätter fallen (Midsomer Murder: Dark Autumn) (Fernsehserie, eine Folge)
- 2002: Der Herr der Ringe: Die Zwei Türme (The Lord of the Rings: The Two Towers) (Stimme)
- 2003: Der Herr der Ringe: Die Rückkehr des Königs (The Lord of the Rings: The Return of the King) (Stimme)